# Ștefan al II-lea de Troyes
Ștefan al II-lea de Troyes (în franceză: Etienne; în franceza medievală: Estienne) (d. 1047) a fost conte Troyes și de Meaux de la 1037 până la moarte.
Ștefan al II-lea a fost fiul lui Eudes al II-lea, conte de Blois, Chartres, Rheims, Troyes și Meaux, și al soției acestuia, Ermengarde de Auvergne. De asemenea, era fratele lui Theobald al III-lea de Blois.
A fost căsătorit cu Adela, cu care a avut un fiu Odo, care va deveni la rândul său conte de Troyes și de Meaux, apoi și de Aumale.